# Malaysia International 2010
Die Malaysia International 2010 im Badminton fanden vom 9. bis zum 14. November 2010 in Kota Kinabalu statt.

## Die Sieger und Platzierten
| Disziplin    | Gold                         | Silber                                        | Bronze                                       |
| ------------ | ---------------------------- | --------------------------------------------- | -------------------------------------------- |
| Herreneinzel | Tommy Sugiarto               | Arif Abdul Latif                              | Goh Soon Huat                                |
| Herreneinzel | Tommy Sugiarto               | Arif Abdul Latif                              | Krishnan Yogendran                           |
| Dameneinzel  | Ayane Kurihara               | Masayo Nojirino                               | Shizuka Uchida                               |
| Dameneinzel  | Ayane Kurihara               | Masayo Nojirino                               | Sayali Gokhale                               |
| Herrendoppel | Lim Khim Wah Goh V Shem      | Andrei Adistia Rahmat Adianto                 | Berry Angriawan Muhammad Ulinnuha            |
| Herrendoppel | Lim Khim Wah Goh V Shem      | Andrei Adistia Rahmat Adianto                 | Christopher Rusdianto Markus Fernaldi Gideon |
| Damendoppel  | Chin Eei Hui Lai Pei Jing    | Gebby Ristiyani Imawan Tiara Rosalia Nuraidah | Ayane Kurihara Shizuka Uchida                |
| Damendoppel  | Chin Eei Hui Lai Pei Jing    | Gebby Ristiyani Imawan Tiara Rosalia Nuraidah | Ayu Rahmasari Dwi Agustiawati                |
| Mixed        | Lim Khim Wah Chong Sook Chin | Razif Abdul Latif Amelia Alicia Anscelly      | Lo Lok Kei Chan Hung Yung                    |
| Mixed        | Lim Khim Wah Chong Sook Chin | Razif Abdul Latif Amelia Alicia Anscelly      | Ong Jian Guo Chin Eei Hui                    |